# La banda Picasso
La banda Piccaso és una pel·lícula espanyola de 2012 dirigida per Fernando Colomo.
Va ser nominada en la XXVII edició dels Premis Goya en les categories de Millor disseny de vestuari i Millor cançó original. Fou rodada a París i Budapest amb un repartiment internacional.

## Sinopsi
La pel·lícula està inspirada en el robatori de La Gioconda perpetrat al Museu del Louvre en 1911 i sobre la detenció del pintor malagueny Pablo Picasso per part de la Gendarmeria francesa, que li atribuïa formar part d'una banda estrangera de lladres d'art.

## Repartiment
- Ignacio Mateos Pablo Picasso
- Pierre Bénézit Guillaume Apollinaire
- Jordi Vilches Manolo Hugué
- Lionel Abelanski Max Jacob
- Raphäelle Agogué Fernande Olivier
- Louise Monot Marie Laurencin
- Alexis Michalik Géry Pieret (Le Baron)
- Stanley Weber Georges Braque
- Thomas Jouannet Henri-Pierre Roché
- Cristina Toma Gertrude Stein
- David Coburn Leo Stein
- Eszter Tompa Alice B. Tocklas

## Palmarès cinematogràfic
XXVII edició dels Premis Goya
| Categoria                  | Persona          | Resultat |
| -------------------------- | ---------------- | -------- |
| Millor disseny de vestuari | Vicente Ruiz     | Nominada |
| Millor cançó original      | L'as el teu vue? | Nominada |